# Creu de terme de les Eres
Creu de terme de les Eres és una obra de Verdú (Urgell) inclosa a l'Inventari del Patrimoni Arquitectònic de Catalunya.

## Descripció
De l'escultura gòtica original d'aquesta creu resta només la part del capitell i un fragment de la creu superior. Cada part està situada en un lloc diferent. La creu era de tipologia flordelisada amb els extrems dels braços trilobulats i crucifixió central. El Crist crucificat manté els braços elevats en diagonal; era un Crist de tres claus i d'ampli perizoni. En el capitell vuitavat, cada una de les seves cares es presenta amb un alt relleu, avui en dia força erosionat, on s'observa: un frare pregant agenollat, un Ecce Homo, Sant Llorenç, un Agnus Dei, Sant Pau, Santa Bàrbara i un frare amb un llibre entre les seves mans.

## Història
La creu de les Eres actualment està situada en la part posterior de l'església parroquial de Santa Maria de Verdú. L'única part original que resta d'aquesta creu en el seu lloc és el capitell, i tant la base com el fust de la creu han estat restaurats posteriorment. El fragment de creu que resta es troba custodiat en l'interior de l'església de Verdú.